# Tarangnan
Tarangnan ist eine philippinische Stadtgemeinde in der Provinz Samar. Sie hat 24.992 Einwohner (Zensus 1. August 2015). Die Insel Libucan Daco wird von der Gemeinde aus verwaltet.

## Baranggays
Tarangnan ist politisch in 41 Baranggays unterteilt.
| - Alcazar - Awang - Bahay - Balonga-as - Balugo - Bangon Gote - Baras - Binalayan - Bisitahan - Bonga - Cabunga-an - Cagtutulo - Cambatutay Nuevo - Cambatutay Viejo | - Canunghan - Catan-agan - Dapdap - Gallego - Imelda Pob. (Posgo) - Lucerdoni (Irong-irong) - Lahong - Libucan Dacu - Libucan Gote - Majacob - Mancares - Marabut - Oeste - A - Oeste - B | - Pajo - Palencia - Poblacion A - Poblacion B - Poblacion C - Poblacion D - Poblacion E - San Vicente - Santa Cruz - Sugod - Talinga - Tigdaranao - Tizon |